# 백성귀족
백성귀족(百姓貴族, 햐쿠쇼 키조쿠, Hyakushō Kizoku)은 아라카와 히로무가 쓰고 그린 일본의 자서전 만화 시리즈이다. 2006년 12월부터 2009년 3월까지 신쇼칸의 만화 잡지 언 포코(Un Poco)에 연재되었으며, 잡지가 폐간된 후 같은 해 6월에 시리즈가 윙스 (잡지)로 이전되었다. 이 시리즈는 자주 출판되지 않는다. 해당 챕터는 2023년 12월 현재 8개의 와이드밴 권(volume)으로 수집되었다. 애니메이션 TV 시리즈 각색판은 2023년 7월부터 9월까지 방송되었다. 두 번째 시즌은 2024년 4분기에 첫 방송될 예정이다.